# Colpo di Stato ottomano del 1913
Il Colpo di stato ottomano del 1913 conosciuto anche con il nome di Raid alla Sublime porta (in turco "Bâb-ı Âlî Baskını") è stato un colpo di Stato avvenuto nel 1913 nell'Impero Ottomano, finanziato e attuato dal Comitato di Unione e Progresso per ribaltare il governo del gran visir Kâmil Pash. Il colpo di stato ebbe successo permettendo ai Tre Pascià (Mehmed Talat Pasha, Ismail Enver e Ahmed Cemal) di salire al potere.

## Storia

### Il pretesto e il raid
Il CUP accusò il Partito Libertà e Accordo, partito al governo prima del colpo di stato, di tradire la nazione accettando il trattato di pace di Londra che portava l'Impero a cedere Edirne alla Bulgaria per fermare la Prima guerra dei Balcani. 

Il 23 gennaio del 1913 Enver, a sorpresa, fece un'irruzione armata insieme ai suoi uomini alla Sublime porta. Durante gli scontri morì assassinato il ministro della guerra Nazim Pascià e il Gran visir Kamil Pasha venne costretto a dimettersi.

### Le conseguenze
A seguito del raid venne nominato Gran visir il generale Mahmut Şevket Pascià, che però venne assassinato dopo solo 3 mesi da un parente di Nazim Pasha. A Mahmut si susseguì Said Halim Pascià, che iniziò una politica repressiva nei confronti delle opposizioni. 
 Durante questo periodo storico però (dal 1913 al 1919) i gran visir ebbero il potere solo de iure, perché il potere de facto andò al triumvirato dei Tre pascià, che nonostante fossero solo dei ministri del governo (ministro degli interni Talat, ministro della guerra Enver e ministro della marina Cemal) esercitarono la maggior parte del potere in un regime considerato dittatoriale.